# Pezizales
Pezizales (Joseph Schröter, 1894) din încrengătura Ascomycota în subdivizia Pezizomycotina și clasa Pezizomycetes este un ordin de ciuperci mare, împărțit în 16 familii, 199 de genuri și 1683 de specii, fiind răspândit în toată lumea. O parte a soiurilor coabitează cu rădăcinile de arbori, formând micorize, dar altele sunt saprofite sau/și parazitare. Unii zbârciogi au însușiri micorizante și saprofite. Apotecile (corpurile fructifere) se dezvoltă suprateran sau subteran. Nu puține specii sunt de folos mare economic, ca de exemplu cele ale ultim numitului gen sau trufele.

## Istoric
Acest ordin de ciuperci a fost determinat de omul de știință german Joseph Schröter sub denumirea Ordnung Pezizinae, publicat post mortem în volumul 1 al lucrării Die natürlichen Pflanzenfamilien nebst ihren Gattungen und wichtigeren Arten insbesondere den Nutzpflanzen din 1897. Acest taxon este valabil până în prezent (2019), fiind doar modificat în Pezizales. Alte încercări de redenumire nu au fost făcute.

## Descriere
Acest ordin cuprinde specii care au corp  fructifer apotecial sau cleistotecial cu  asce care se deschid  printr-un  opercul excentric situat apical sau se rup. Apotecile care pot să fie trunchiate sau sesile au dimensiuni de la mai puțin de un milimetru până la aproximativ 15 cm și variază în consistență și  culori. În apoteciu se găsesc parafize și asce alungite, persistente, care conțin ascospori unicelulari, bipolar simetrici, și, de obicei, bilateral simetrici, rotunjori până elipsoidali, hialini până la pigmentați puternic,  adesea ornamentați. Deși majoritatea speciilor sunt cunoscute numai în starea teleomorfă, sunt cunoscute de asemenea diverse specii anamorfice. Stadiul  anamorfic (conidian) este de diferite tipuri și se dezvoltă hipogeu. În general, ciupercile Pezizales au miceliul primar de lungă durată, iar cel secundar de scurtă durată. Înmulțirea acestora se realizează pe cale asexuată și sexuată.

## Sistematică

#### Familii în ordinul Pezizales
| - Ascobolaceae (Boud.) Sacc. (1884) - Ascodesmidaceae J.Schröt. (1893) - Caloscyphaceae Harmaja (2002) - Carbomycetaceae Trappe (1971) - Chorioactidaceae Pfister (2008) - Discinaceae Benedix (1962) - Glaziellaceae J. L. Gibson (1986) - Helvellaceae Fr. (1822) | - KarstenellaceaeHarmaja (1974) - Morchellaceae Rchb. (1834) - Pezizaceae Dumort. (1829) - Pyronemataceae Corda (1842) - Rhizinaceae Bonord. (1851) - Sarcoscyphaceae (Le Gall) Eckblad (1968) - Sarcosomataceae Kobayasi (1937) - Tuberaceae Dumort. (1822) |

### Genuri cu sediu incert de familie
Există câteva genuri aparținătoare ordinului Pezizales, fiind însă incertae sedis referitor la familie:
| - Delastria - Discinella - Filicupula - Loculotuber | - Microeurotium - Orcadia - Urceolaria |

### Familii ale ordinului în imagini (selecție)

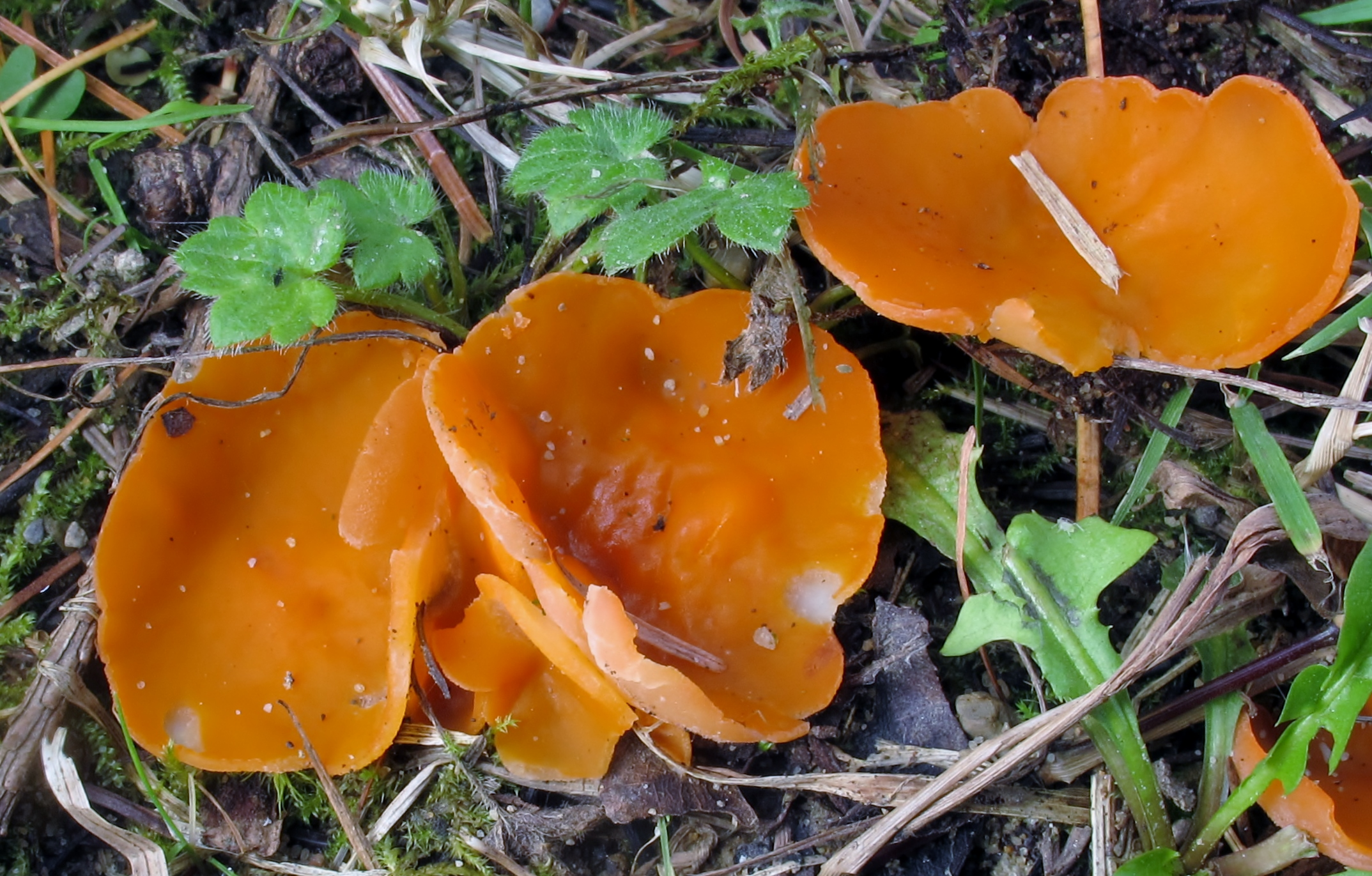
Aleuria aurantia (Pyronemataceae)
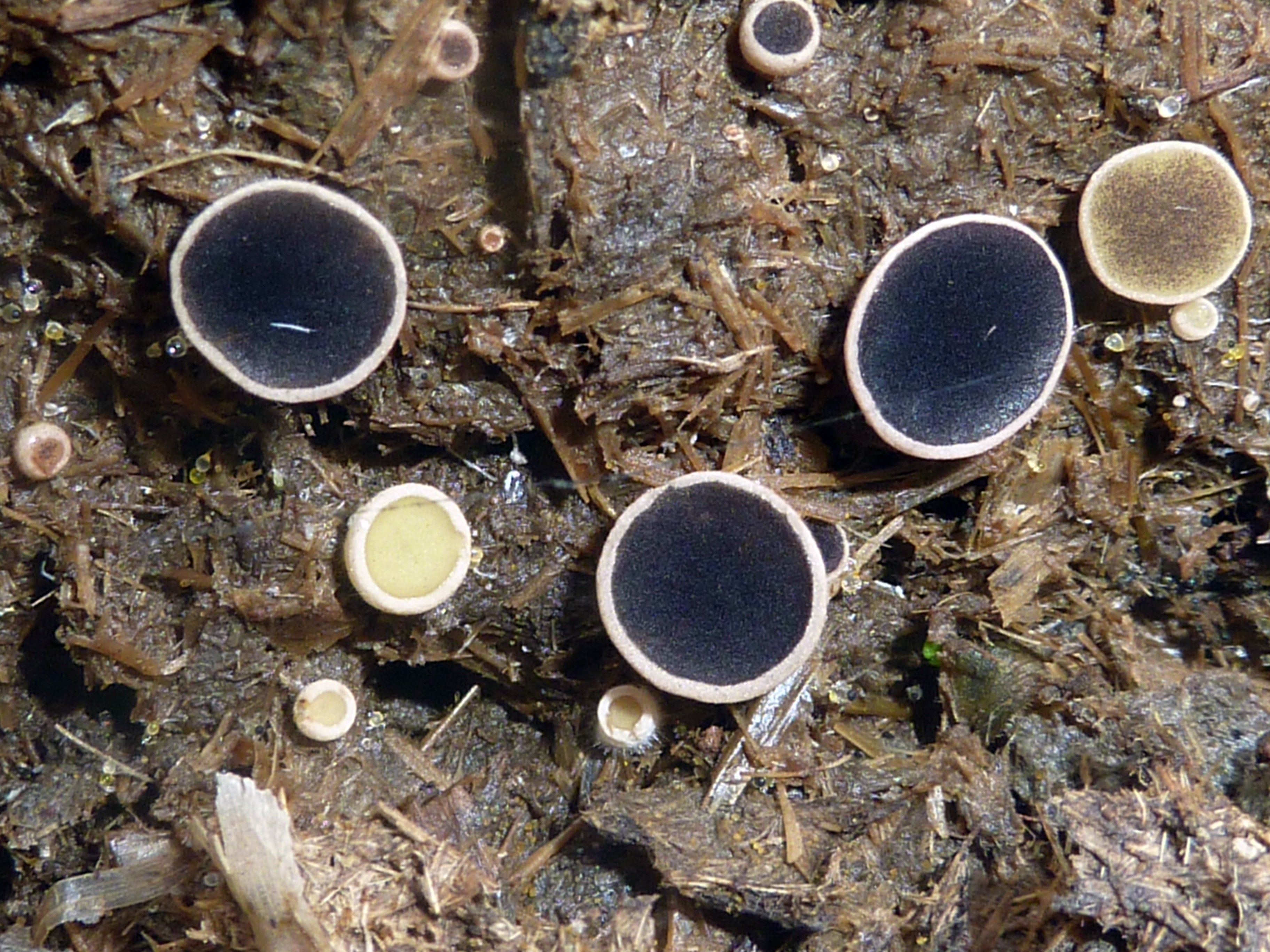
Ascobolus scatigenus (Ascobolaceae)
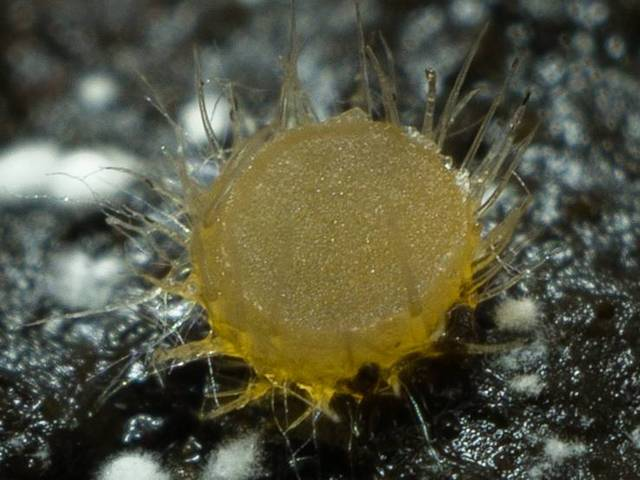
Lasiobolus papillatus (Ascodesmidaceae)
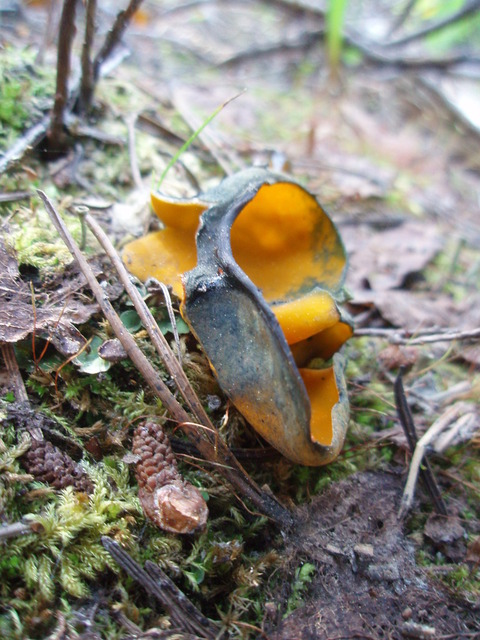
Caloscypha fulgens (Caloscyphaceae)
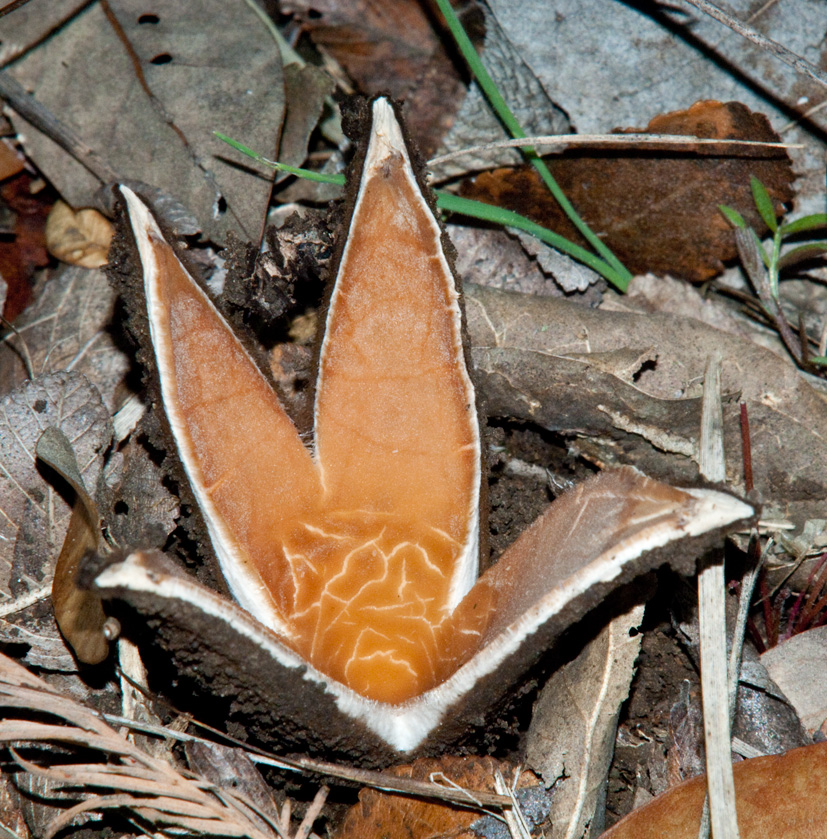
Chorioactis geaster (Chorioactidaceae)
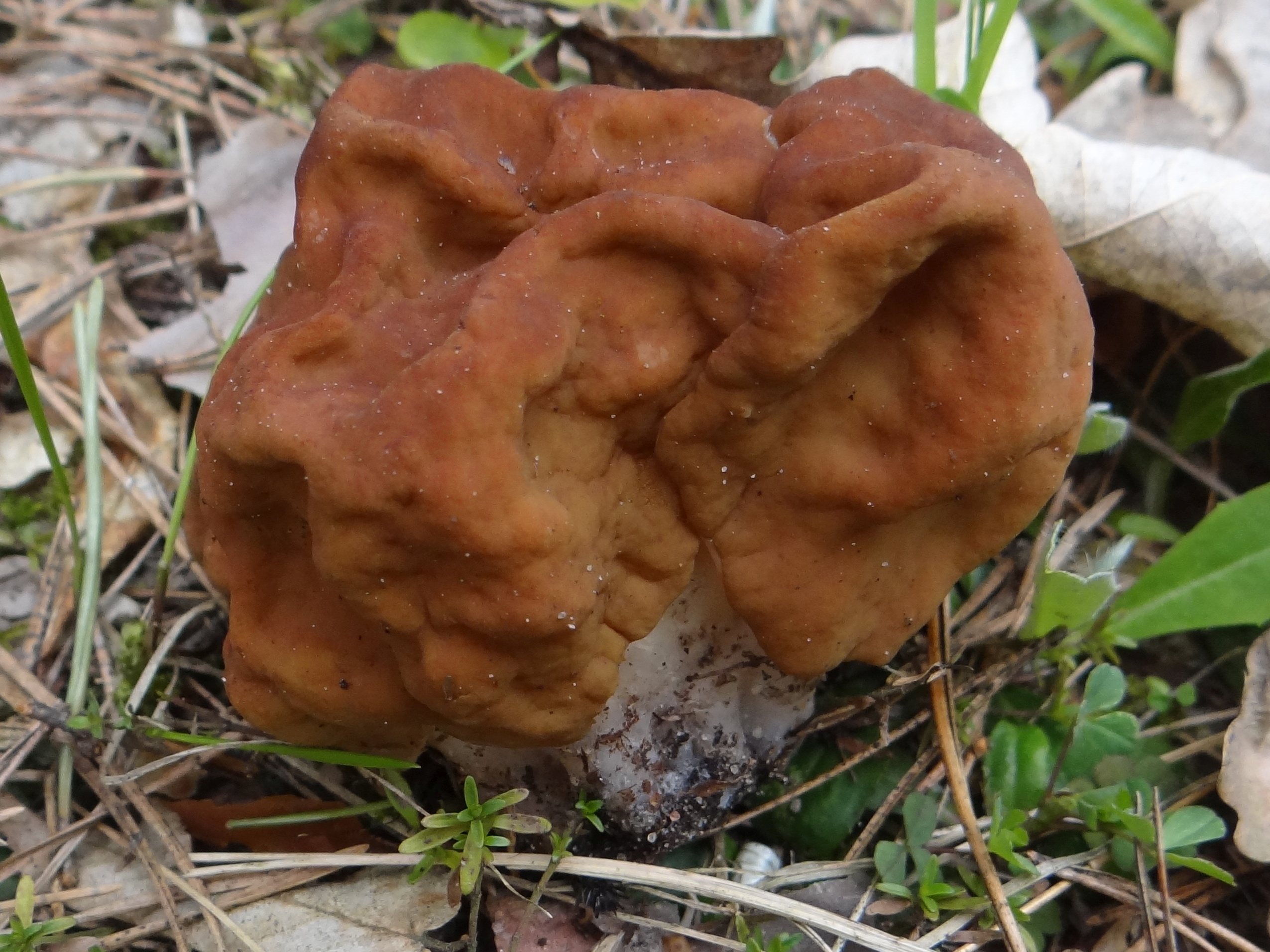
Gyromitra esculenta (Discinaceae)
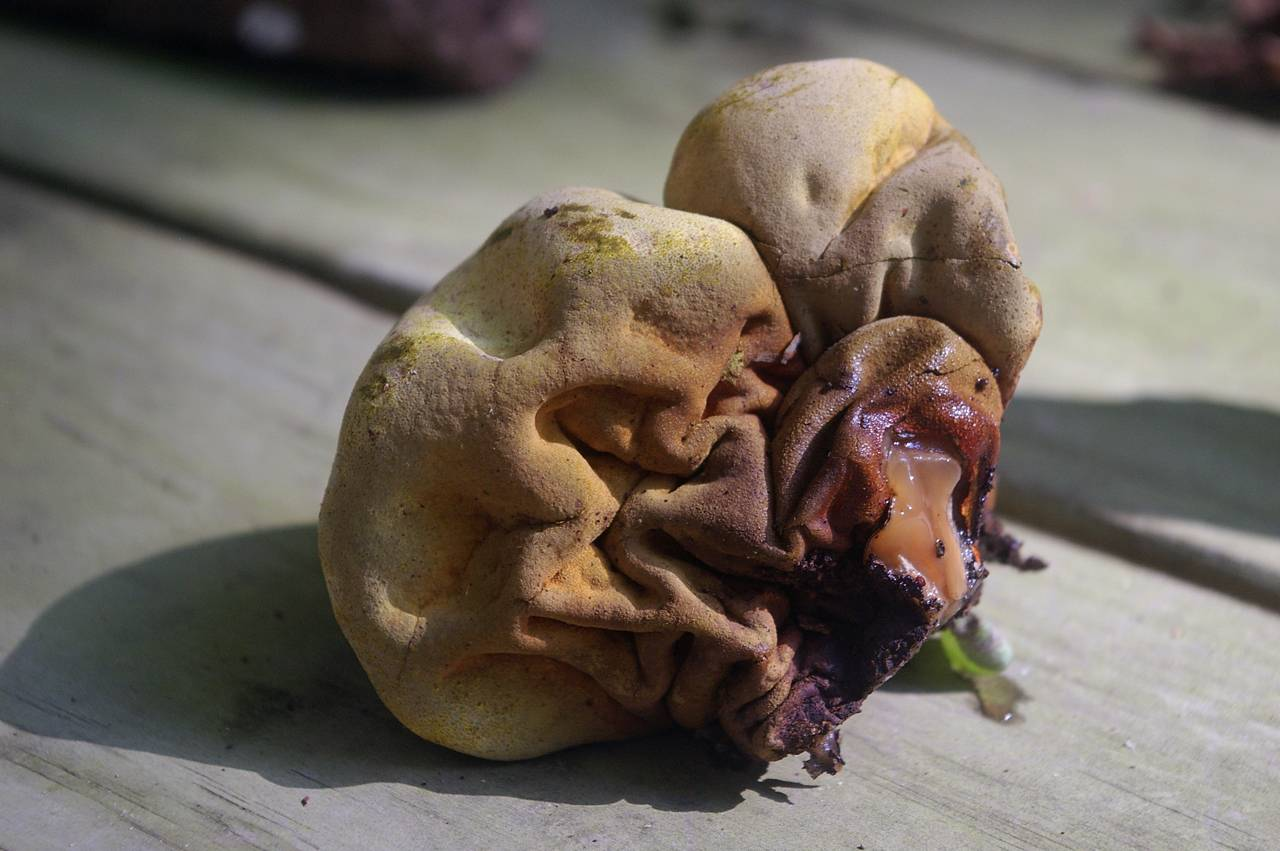
Glaziella splendens sin. Entonaema liquescens (Glaziellaceae)
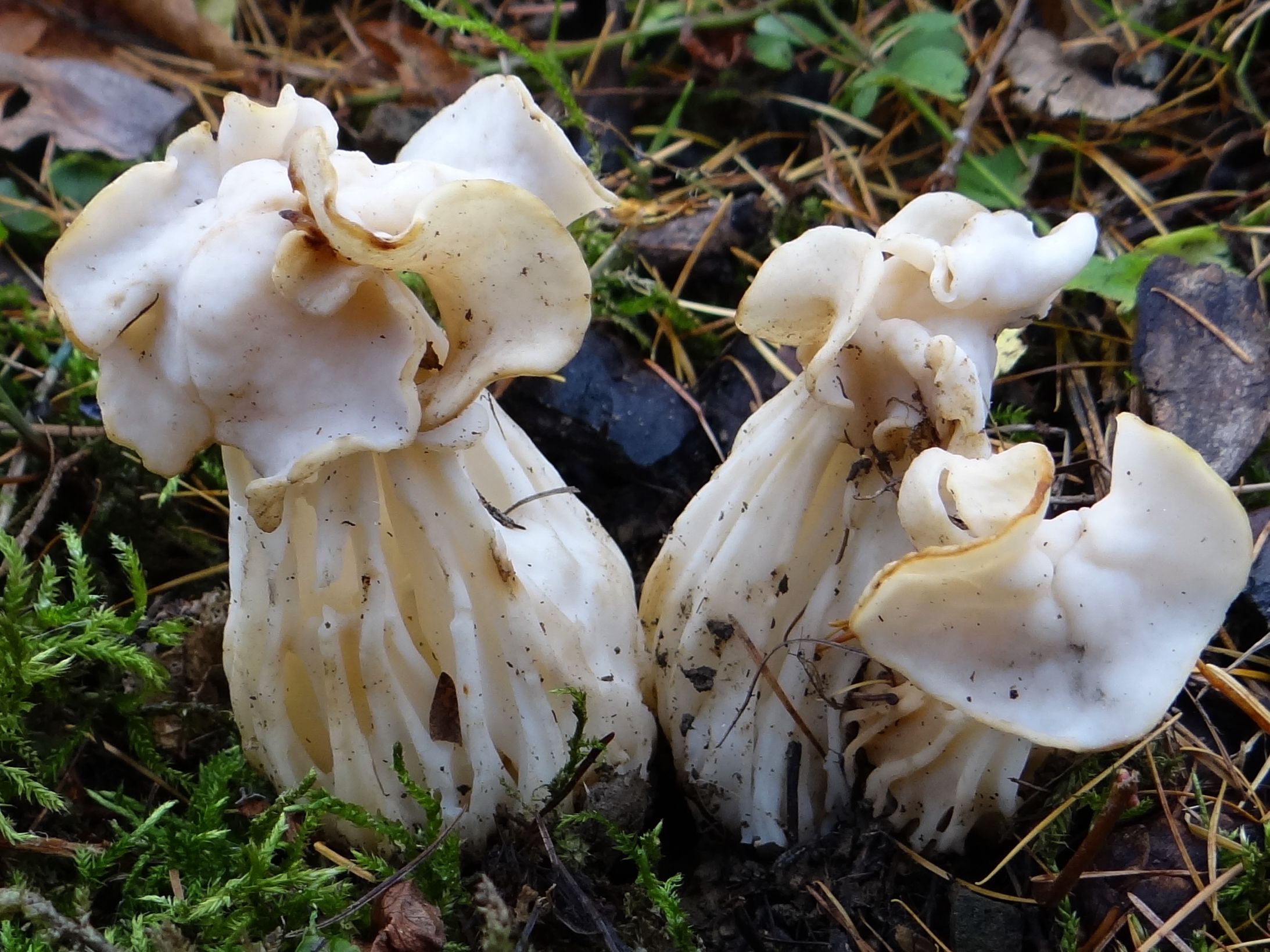
Helvella crispa (Helvellaceae)
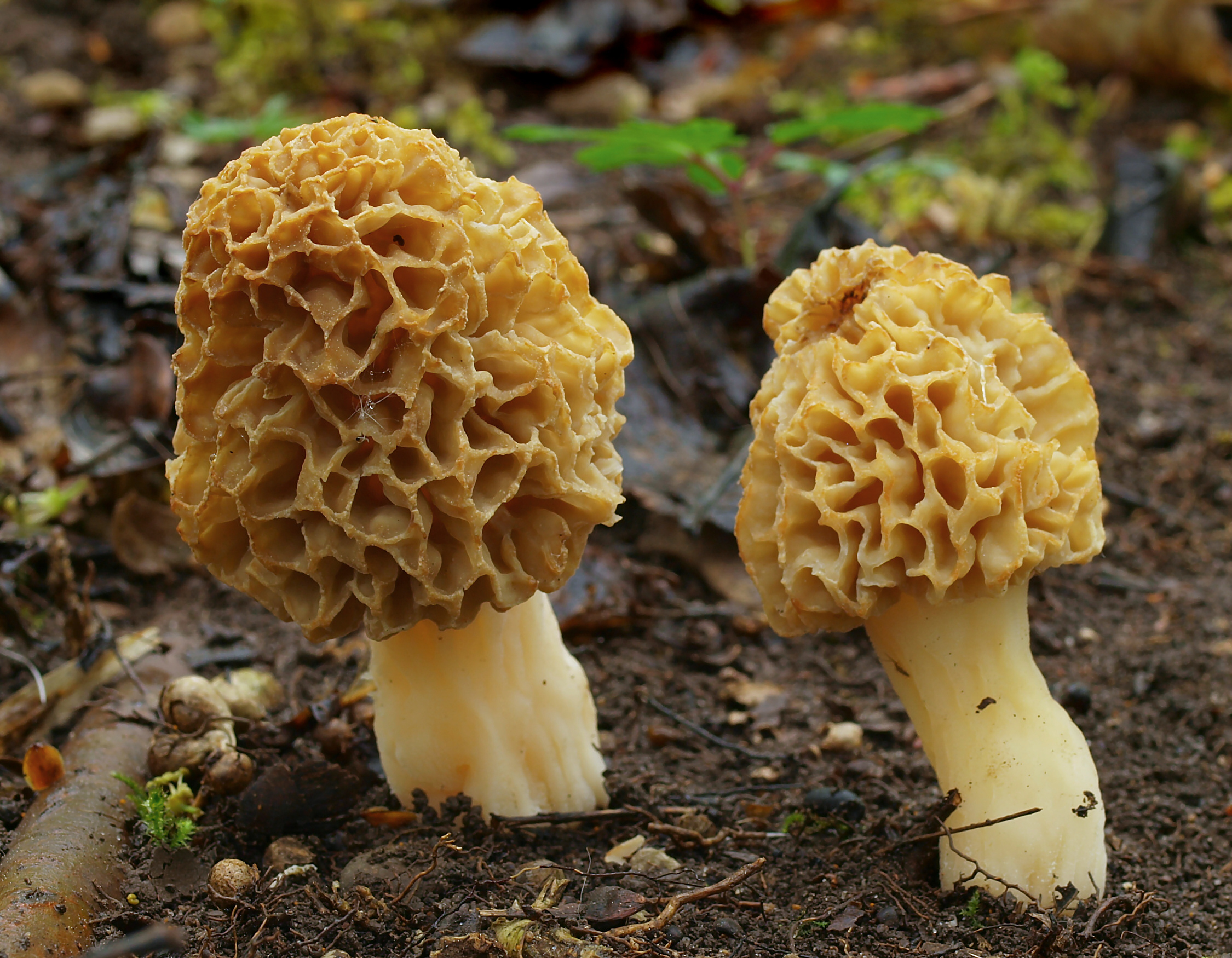
Morchella esculenta (Morchellaceae)

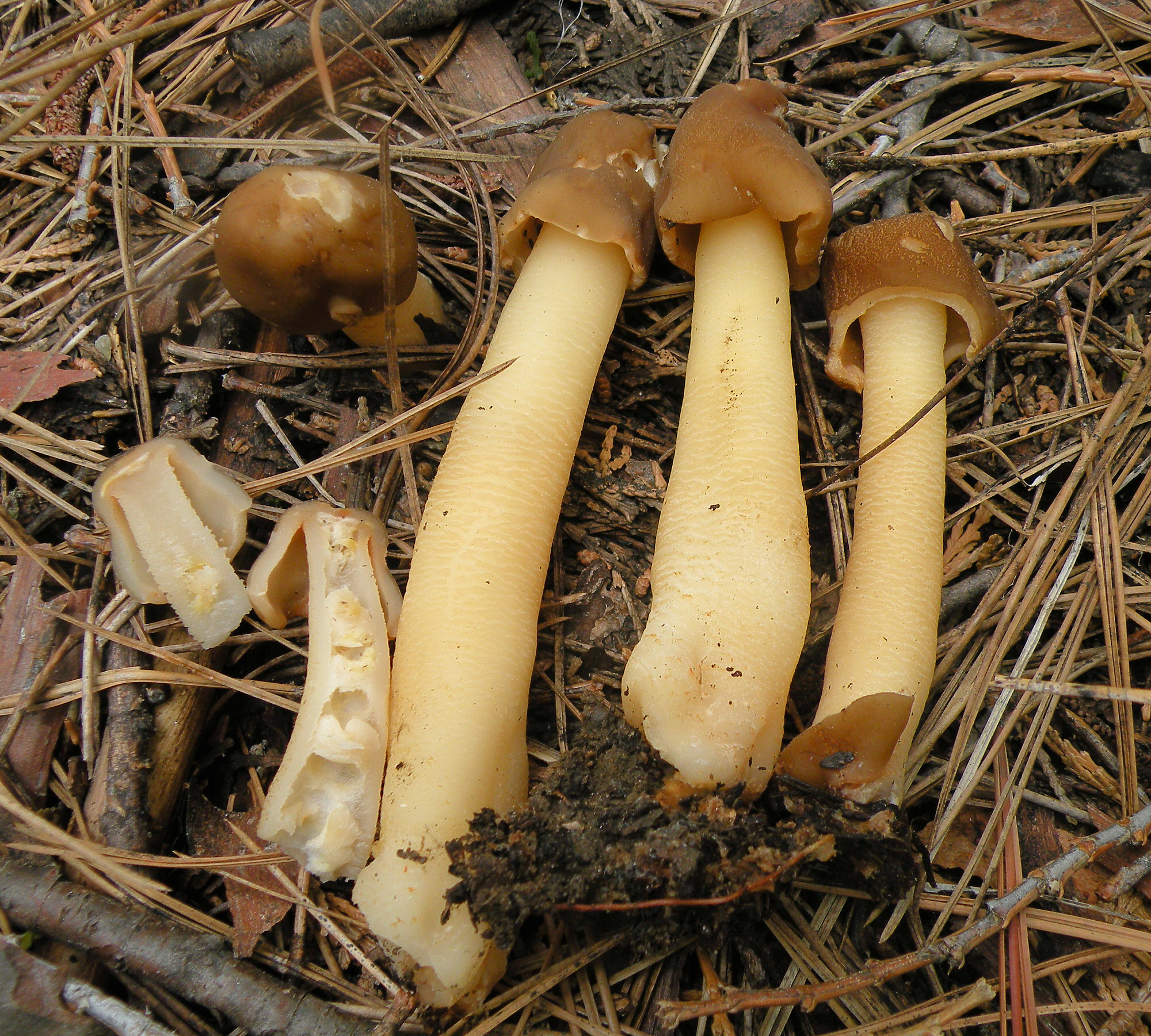
Verpa conica (Morchellaceae)
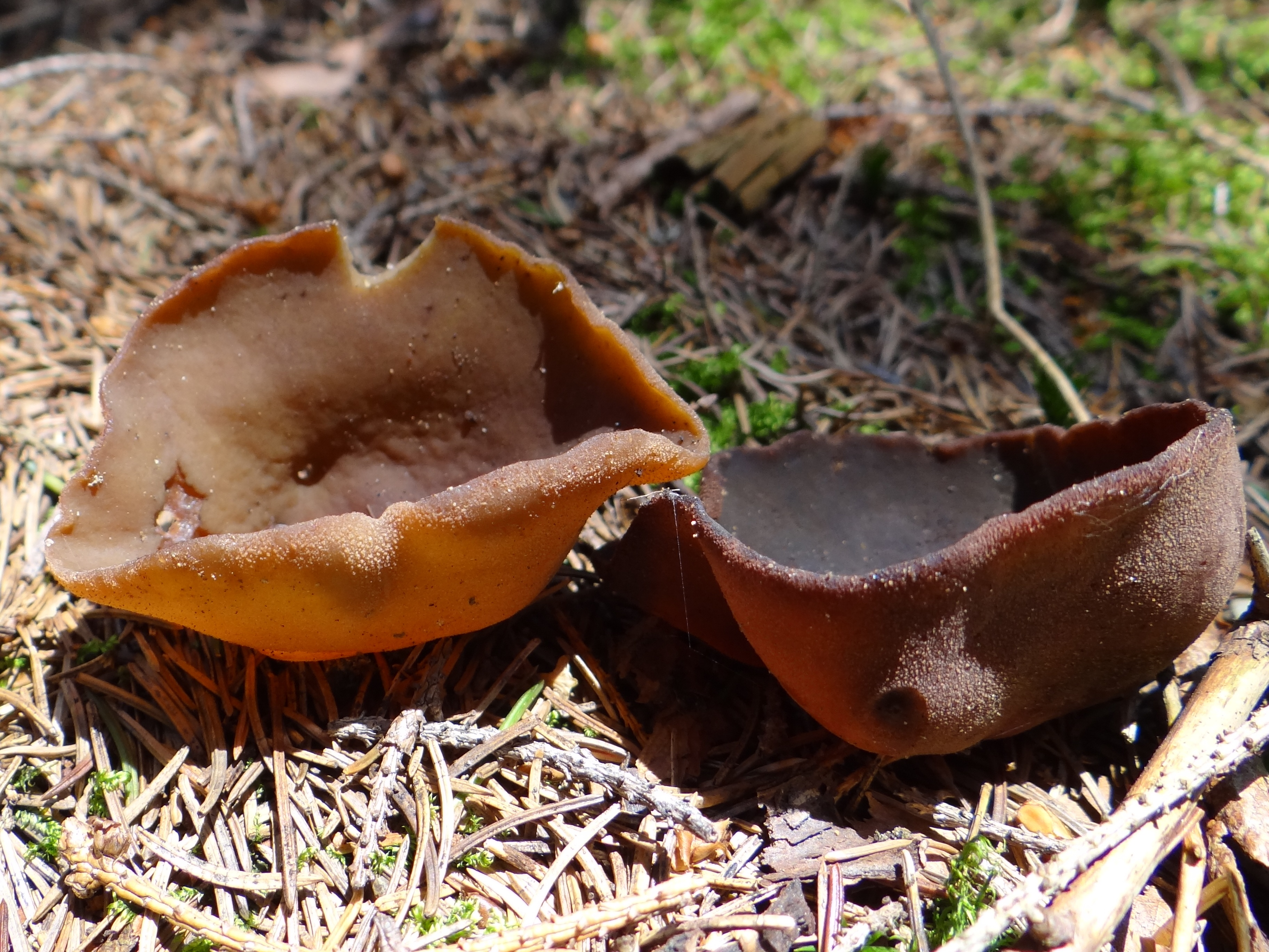
Peziza badia (Pezizaceae)
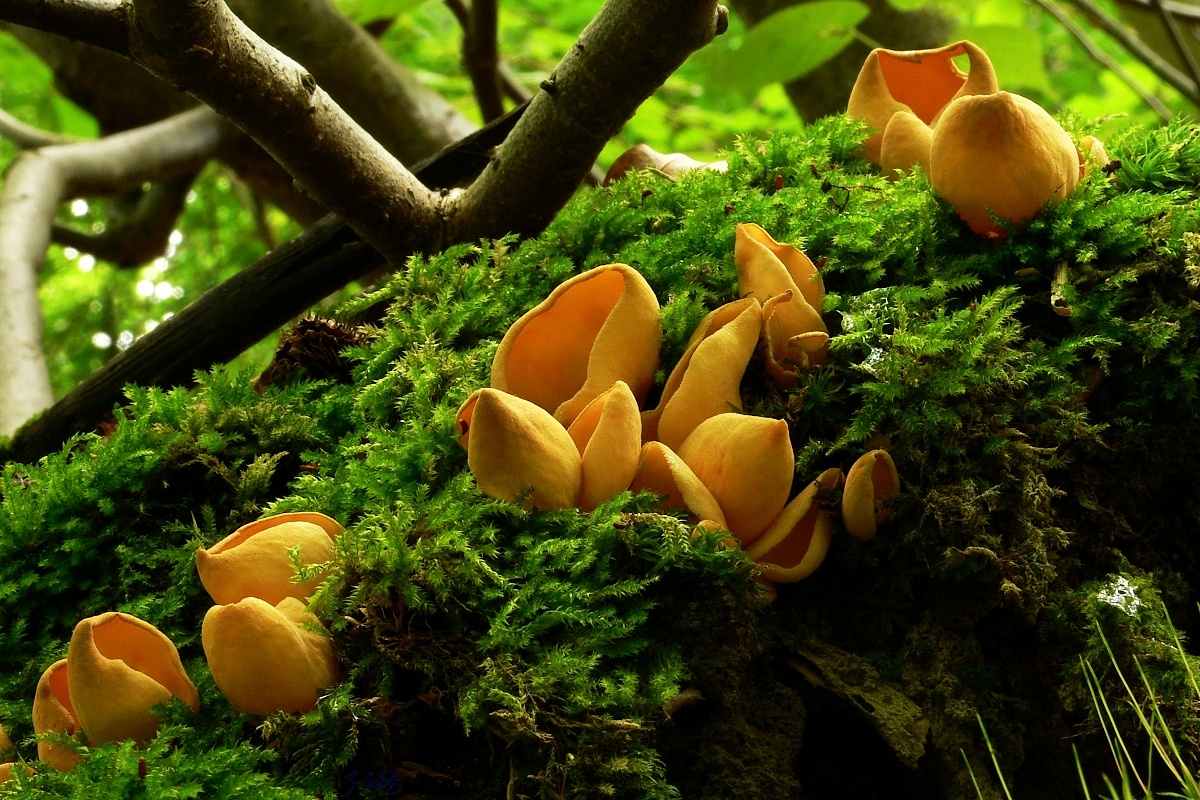
Otidea onotica (Pyronemataceae)
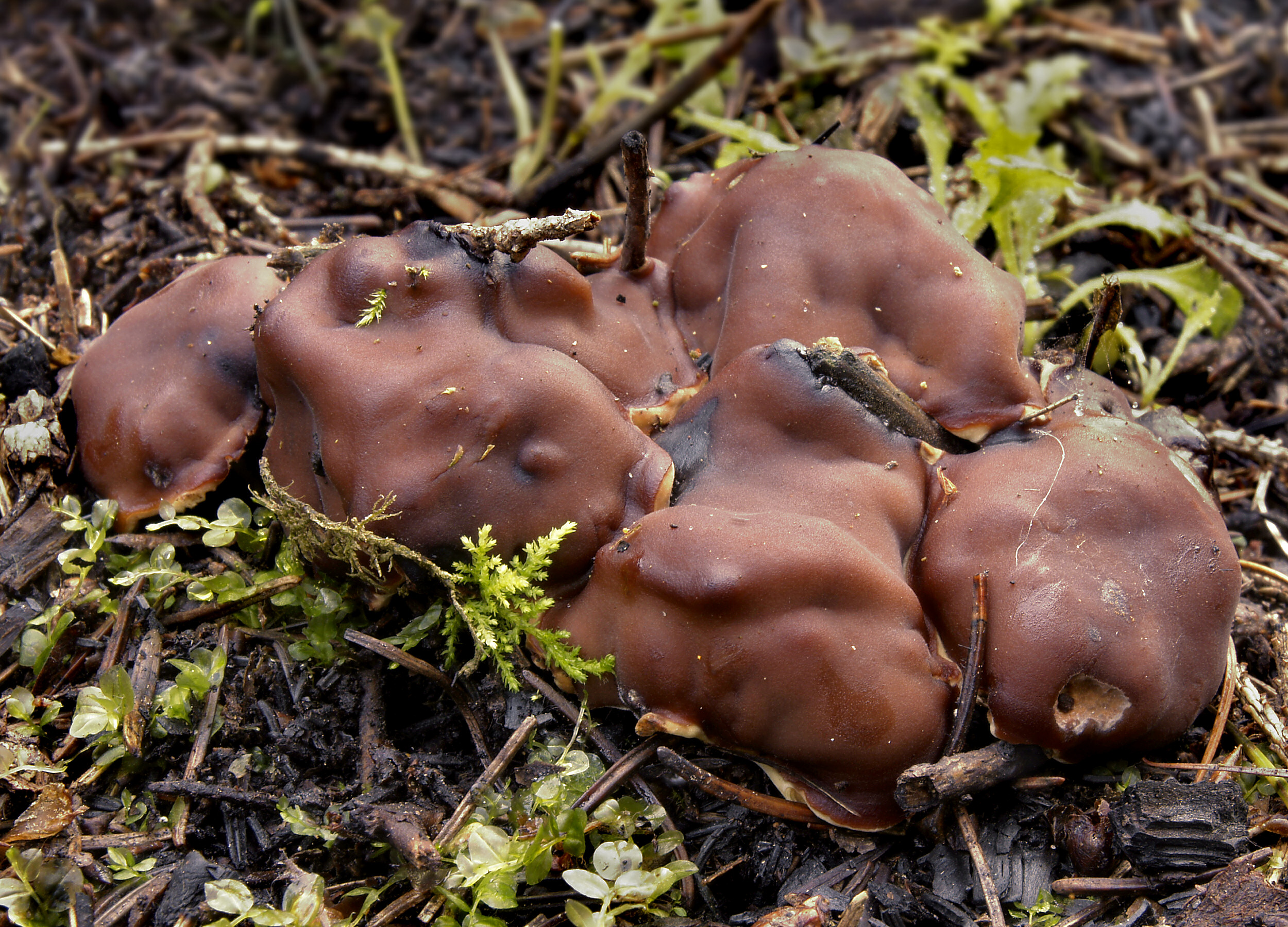
Rhizina undulata (Rhizinaceae)
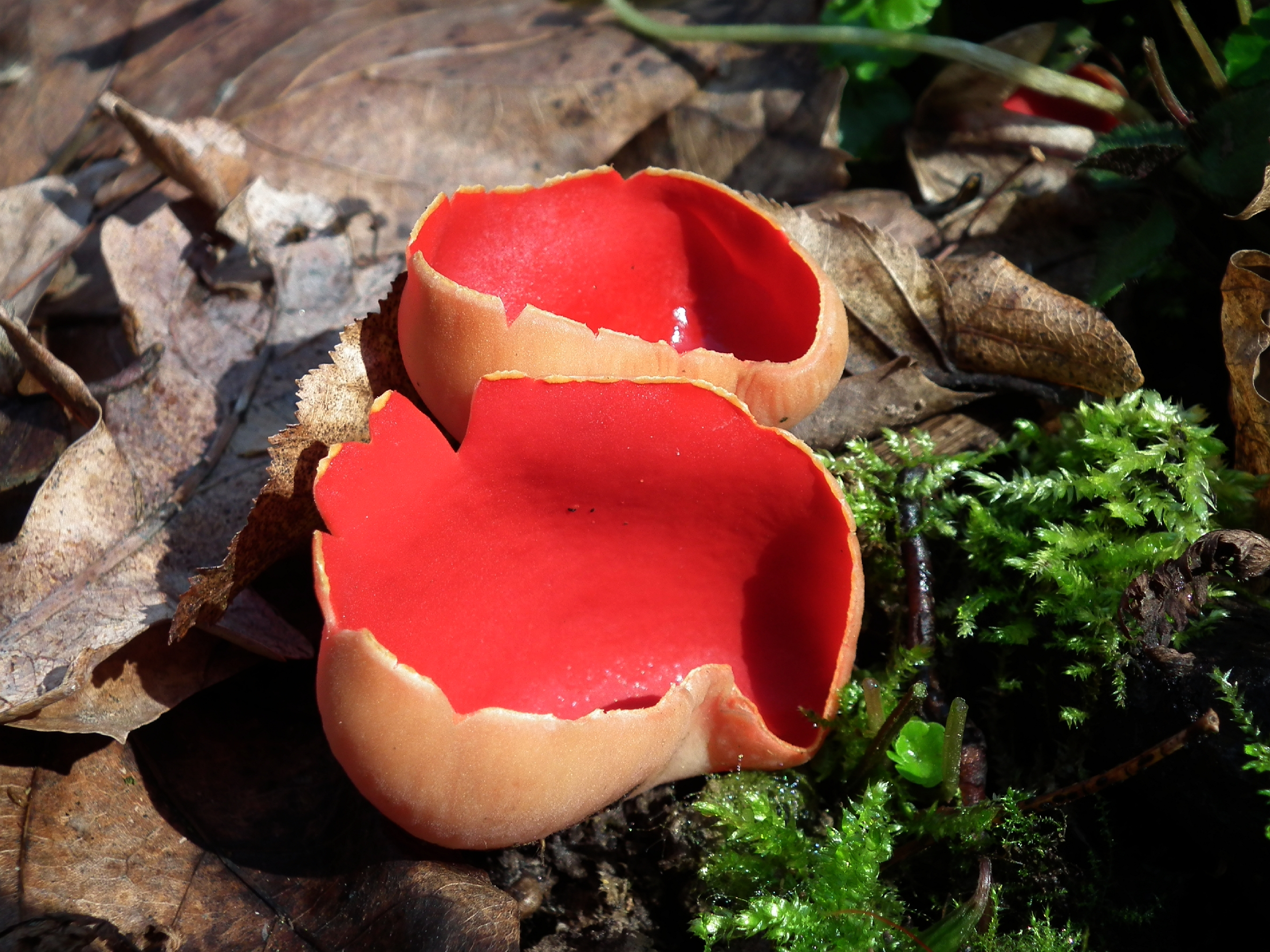
Sarcoscypha coccinea (Sarcoscyphaceae)
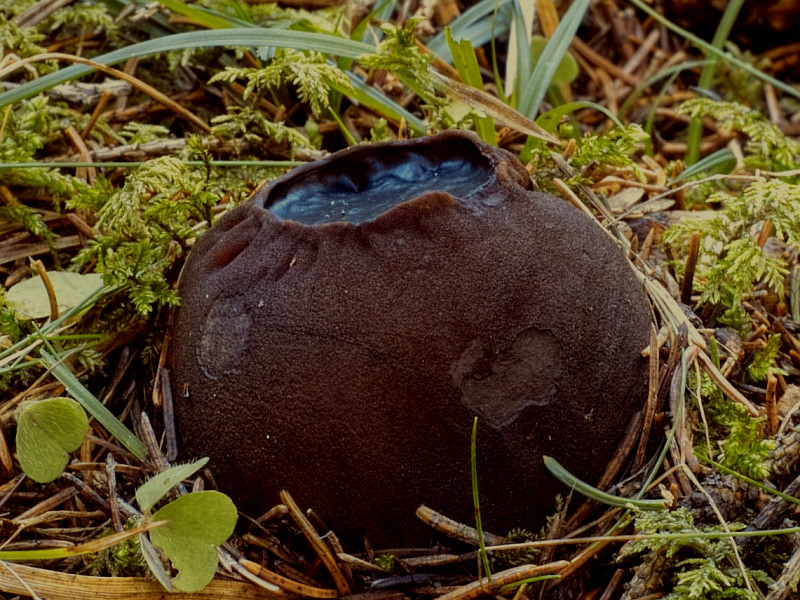
Sarcosoma globosum (Sarcosomataceae)
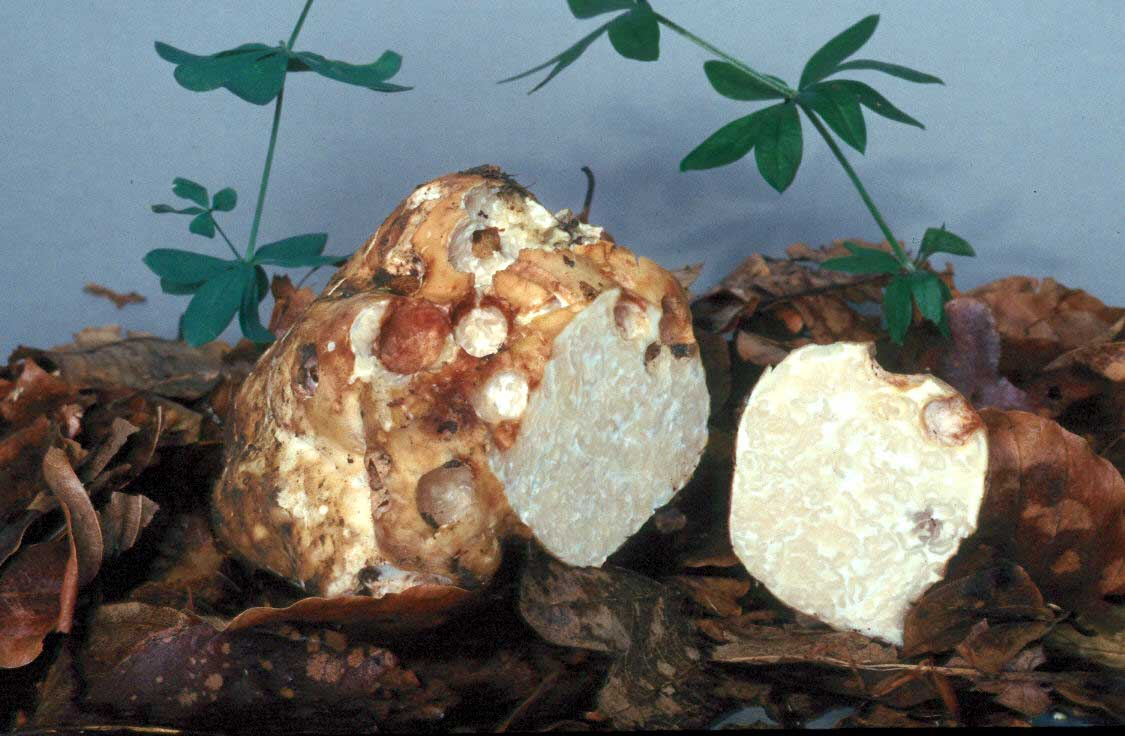
Choiromyces meandriformis (Tuberaceae)
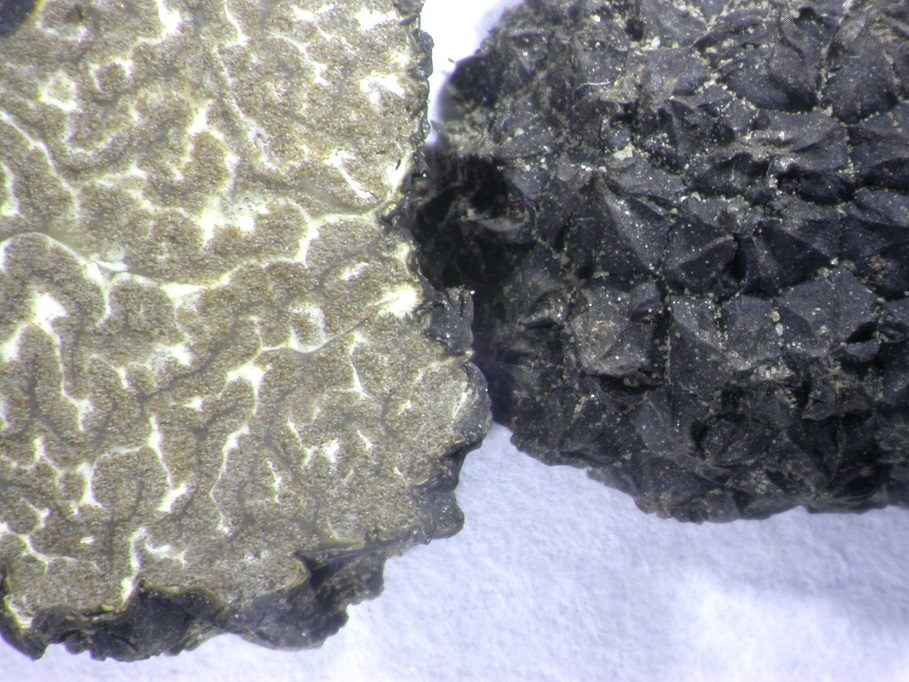
Tuber mesentericum (Tuberaceae)

## Delimitatre
Deși de formă asemănătoare, diverse genuri aparțin altor familii, fiind astfel neînrudite cu acest ordin, ca de exemplu:
- Bovista Pers. (1794) din familia Agaricaceae și ordinul Agaricales
- Calvatia Fr. (1849) din familia Agaricaceae și ordinul Agaricales
- Lycoperdon P.Micheli (1729) sau Pers. (1794) din familia Agaricaceae și ordinul Agaricales
- Phallus ( Junius) L. (1758) din familia Phallaceae și ordinul Phallales
- Scleroderma Pers. (1801) din familia Sclerodermataceae și ordinul Boletales

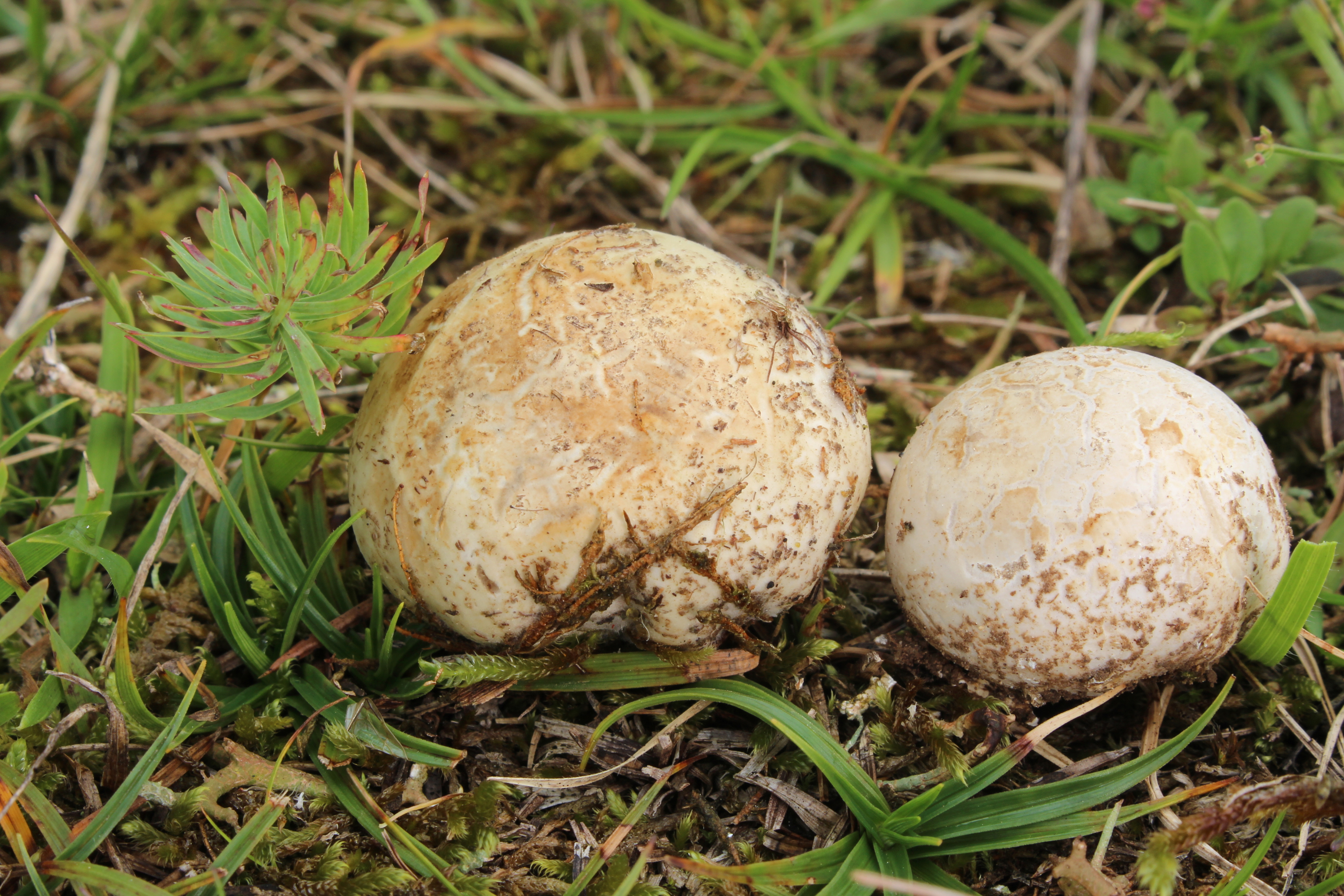
Bovista plumbea
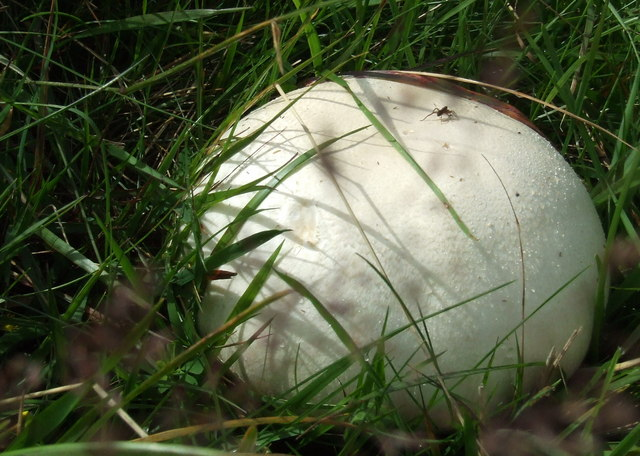
Calvatia gigantea
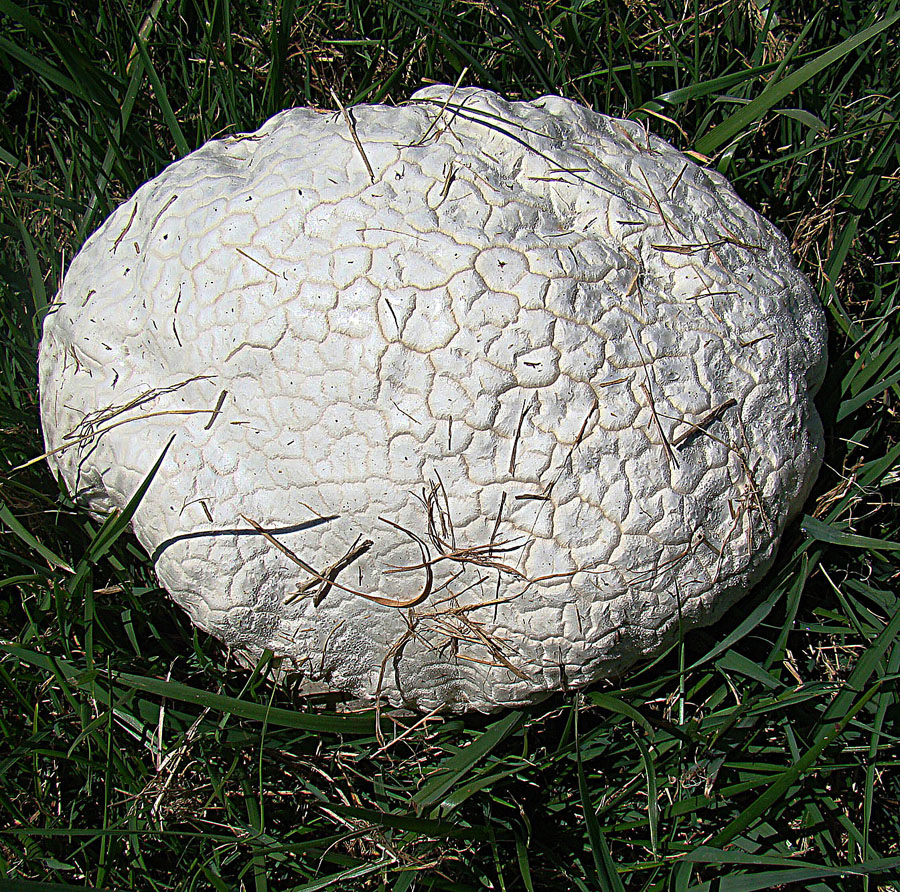
Lycoperdon utriforme
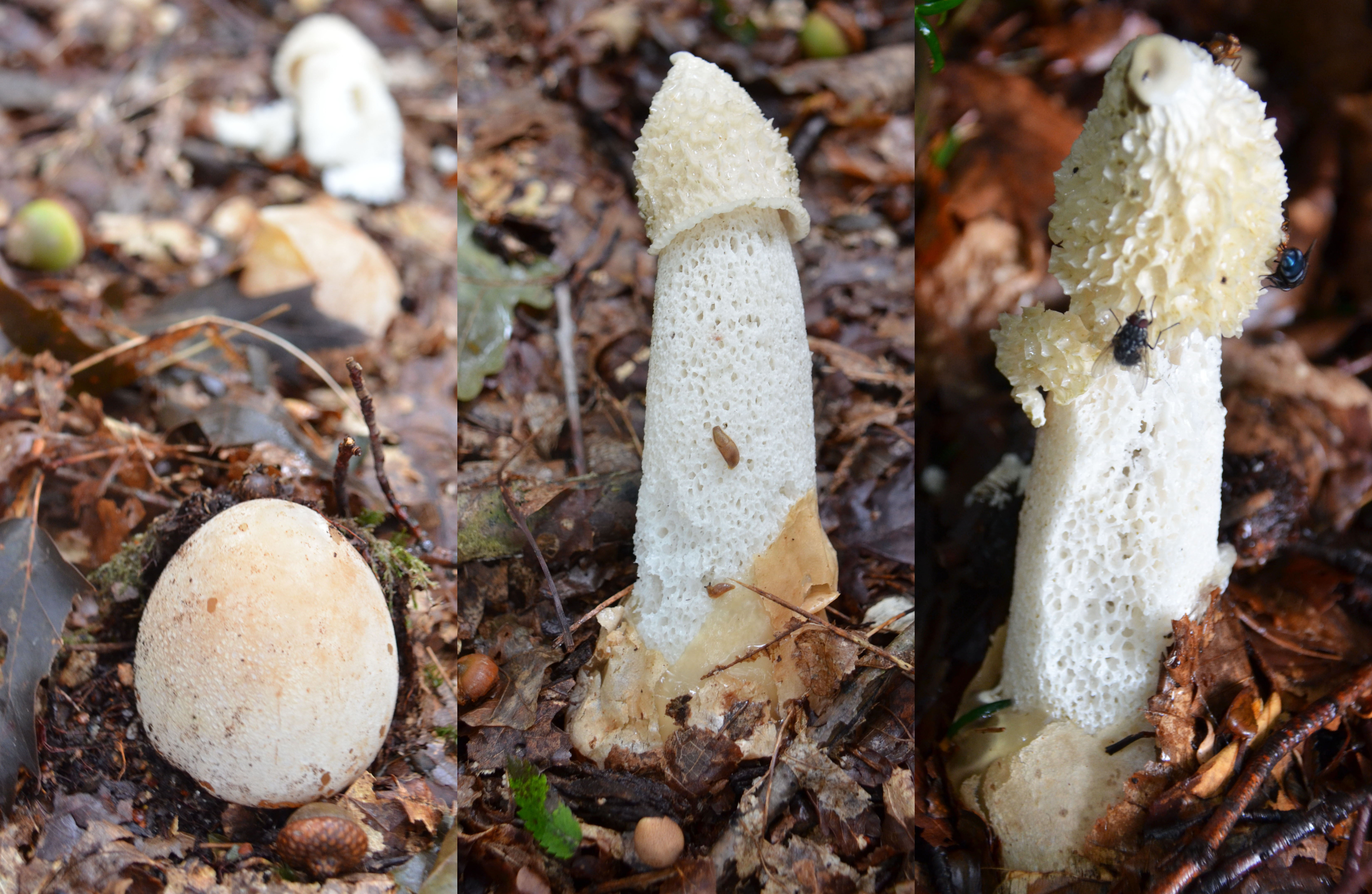
Phallus impudicus
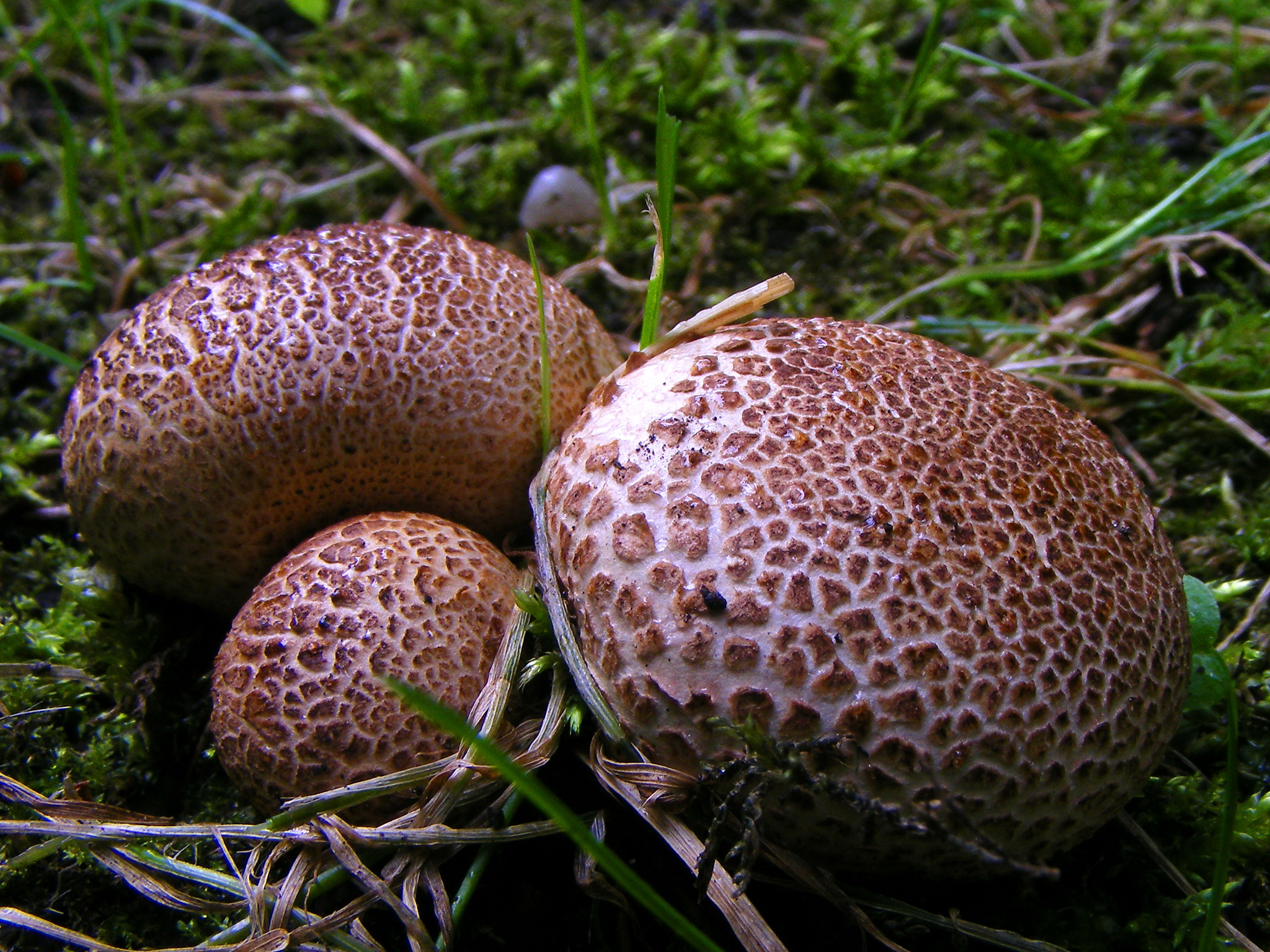
Scleroderma verrucosum

## Bibiliografie
- Marcel Bon: “Pareys Buch der Pilze”, Editura Kosmos, Halberstadt 2012, ISBN 978-3-440-13447-4
- Rose Marie Dähncke: „1200 Pilze in Farbfotos”, Editura AT Verlag, Aarau 2004, ISBN 3-8289-1619-8
- Ernst Gäumann: „Vergleichende Morphologie der Pilze”, Editura Gustav Fischer, Jena 1926
- J. E. și M. Lange: „BLV Bestimmungsbuch - Pilze”, Editura BLV Verlagsgesellschaft, München, Berna Viena 1977, ISBN 3-405-11568-2
- Till E. Lohmeyer & Ute Künkele: „Pilze – bestimmen und sammeln”, Editura Parragon Books Ltd., Bath 2014, ISBN 978-1-4454-8404-4
- Meinhard Michael Moser: „Kleine Kryptogamenflora der Pilze – vol. II a.: „Höhere Phycomyceten und Ascomyceten”, Editura Gustav Fischer, Jena 1963